# Islamofòbia

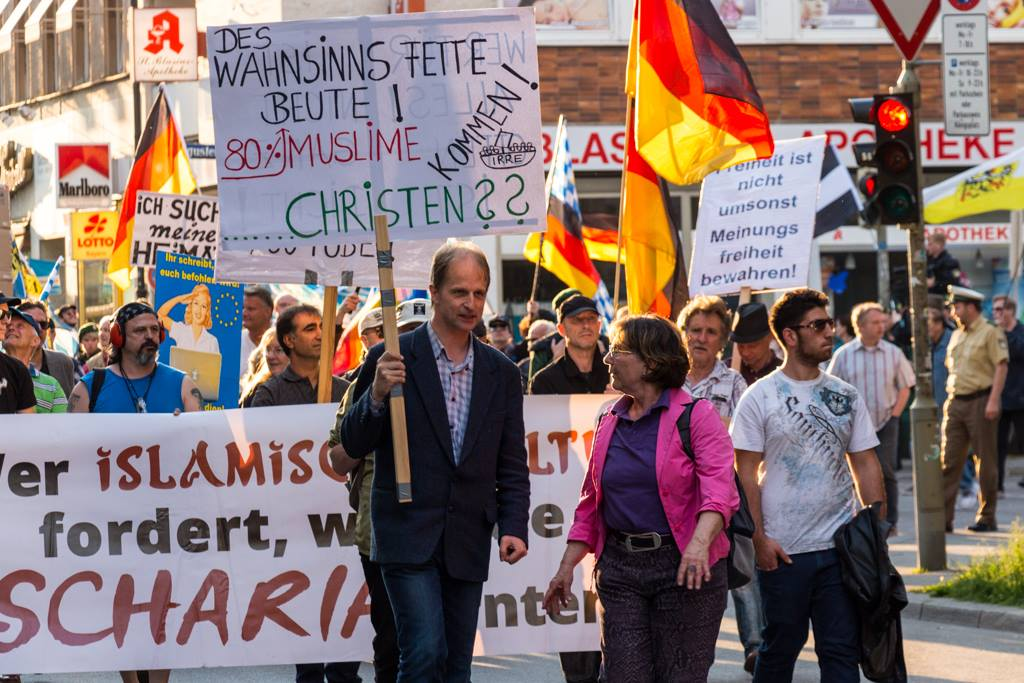
Manifestació de Pegida a Alemanya el 2015

La islamofòbia consisteix en un prejudici negatiu categòric contra els musulmans, contra l'islam globalment o contra una part de la fe musulmana. És una forma d'intolerància religiosa que va des d'una senzilla actitud mental o emocional fins a l'aplicació d'estereotips i la discriminació, que a vegades arriba a expressar‐se amb l'assetjament i la violència verbal i física. La islamofòbia és alimentada pel prejudici que l'islam és monolític, refractari als canvis, inferior a la cultura occidental, sexista, violent i propens al xoc de civilitzacions, condemnant l'islam en el seu conjunt com a extremista i negant l'existència d'una majoria moderada i considera l'islam com un problema global que amenaça la seguretat i la convivència en pau. A Europa acostuma a ser instrumentalitzat políticament per l'extrema dreta.
Per una altra banda, els crítics amb el concepte d'islamofòbia argumenten que es fa servir de manera impròpia per a desprestigiar o silenciar la crítica legítima a l'islam principalment en relació amb les llibertats civils i els drets humans, i que es confon aquesta crítica a l'islam amb la discriminació als musulmans, amb la qual cosa se silencia tota crítica adreçada a la seva religió.

## Etimologia
El terme és format a partir del mot «islam» i del sufix «fòbia», que deriva de phobos (φόβος), que significa pànic, terror, por, en grec antic. Aquest concepte prové del Déu grec Fobos que personificava de la por i el terror. Fill d'Ares i d'Afrodita. És un terme d'ús general no recollit encara al Diccionari de la llengua catalana de l'IEC, definit segons l'ésAdir com a "Ideologia d'hostilitat contra els musulmans o l'islam."
En altres llengües, com l'anglesa i la francesa, el terme ja apareix als seus diccionaris des de 1923 (Oxford English Dictionary) i 2005 (Le Petit Robert) tot i que la definició i limitacions del terme continuen sent objecte de debat entre la comunitat científica. En comparació amb altres conceptes paral·lels com l'homofòbia o la xenofòbia, la islamofòbia connota un conjunt més ampli d'actituds dirigides a individus o grups perquè són percebuts com a membres d'una categoria predefinida.
El 2005 el Consell d'Europa ho va definir com: 
| «                 | La por, o una visió alterada pels prejudicis, a l'Islam, als musulmans i als assumptes relacionats... que es tradueix en actes quotidians de racisme i de discriminació o en formes més violentes, la islamofòbia és una violació dels drets humans i una amenaça per a la cohesió social. | » |
| — Ingrid Ramberg. | |   |

## Història

### Primers usos del terme
Es té constància documental d'ús del terme des de principis del segle xx. El pintor Étienne Dinet i l'intel·lectual algerià Sliman ben Ibrahim van fer servir el terme en francès en una biografia sobre el profeta Muhàmmad publicada el 1918. Dahou Ezzerhouni ha documentat diversos usos de la paraula en publicacions franceses entre 1910 i 1918. Es considera però, que aquests usos del terme no coincidien amb el seu significat contemporani, ja que descrivien una por a l'Islam pels islamistes liberals i les feministes musulmanes, més que no pas una por als musulmans per no-musulmans. Per una altra banda, Fernando Bravo López argumenta que Dinet i ibn Sliman van fer servir el terme com una crítica a les actituds hostils vers l'islam que tenia l'orientalista belga Henri Lammens. Bravo López també documenta altres definicions primerenques del terme fetes a principis del segle xx, com la de John Esposito a la seva obra The Islamic Threat: Myth or Reality?. El terme va romandre poc actiu fins que el Runnymede Trust va publicar el seu informe el 1997.
El Runnymede Trust és un think tank d'esquerres fundat el 1968 amb l'objectiu de minimitzar les diferències racials al Regne Unit, mitjançant la creació de debats, polítiques i xarxes interpersonals. El 1996 van crear una comissió sobre els musulmans britànics i la islamofòbia, i un any després van publicar l'informe Islamophobia: A Challenge for Us All, que va servir per definir el terme i donar l'alerta sobre l'existència d'aquest comportament. L'informe alertava que la islamofòbia és la por o l'odi de l'Islam i per tant, la por i l'aversió a tots els musulmans, fet que inclou la discriminació en contra d'aquest col·lectiu en termes econòmics, socials i de vida pública. L'opinió que l'Islam no té valors en comú amb altres cultures, que és inferior a les cultures occidentals, i que és una ideologia política violenta més que no pas una religió, forment part, d'acord amb l'informe, de la idea de la islamofòbia.
L'informe també parla d'islamofòbies en plural, reconeixent la complexitat del terme i les seves distintes interpretacions. També argumenta que la islamofòbia no és només la por a l'Islam, sinó part d'una por més ampla a tots els àrabs. Kofi Annan va dir el 2004 en una conferència titulada Confronting Islamophobia que la paraula islamofòbia va haver de ser encunyada per tal de "documentar la intolerància cada vegada més estesa".

### Popularització
El seu ús es va estendre ràpidament durant la primera dècada dels anys 2000 arran dels atemptats de l'11 de setembre de 2001, els atemptats de l'11 de març de 2004 a Madrid i els atemptats de Londres de 2005, els quals, una vegada reivindicats per islamistes van provocar reaccions de rebuig en diversos països, principalment occidentals.

## Causes

### Visió tancada de l'Islam
L'informe Runnymede va contrastar visions obertes i tancades sobre l'Islam, i va determinar que les següents visions es consideraven tancades i que podien donar lloc a islamofòbia:
1. Visió de l'Islam com un bloc monolític, estàtic i que no respon als canvis.
2. Visió de l'Islam com una cosa separada, com l'altre. No té valors en comú amb altres cultures, no és afectat per elles i no influeix en elles.
3. Visió de l'Islam com a inferior a Occident. Es veu com bàrbar, irracional, primitiu, i sexista.
4. Visió de l'Islam com a violent, agressiu, amenaçador, que recolza el terrorisme, i relacionat amb el xoc de civilitzacions.
5. Visió de l'Islam com una ideologia política, que s'utilitza per obtenir un avantatge polític o militar.
6. Les crítiques a Occident fetes per musulmans són rebudes com a fora de lloc.
7. L'hostilitat vers l'Islam es fa servir per a justificar pràctiques discriminatòries cap als musulmans i l'exclusió dels musulmans de la societat en general.
8. L'hostilitat ver els musulmans es veu com una cosa natural i normal.

Aquesta visió tancada està contraposada amb una visió oberta de l'Islam, basada en el respecte, que permet el desacord legítim, el diàleg i la crítica. Segons Benn i Jawad, The Runnymede Trust destaca que el discurs antimusulmà és progressivament vist com a raonable, donant exemples en com l'hostilitat vers els musulmans és acceptada com a normal, fins i tot entre aquells que lluiten contra altres tipus de discriminacions.

### Polítiques identitàries
S'ha suggerit que la islamofòbia està molt relacionada amb el creixement de les polítiques de construcció identitària, que guanyen adeptes construint un relat identitari per oposició al que és negatiu, a un altre indefinit, però essencialitzat en la imatge dels musulmans. Diversos estudis han assenyalat que el moviment conegut com a contragihad ha estat un dels principals impulsors de la islamofòbia contemporània, promovent discursos i accions que contribueixen a l’estigmatització i discriminació de la població musulmana.
Davina Bhandar diu que el terme cultural ha esdevingut sinònim amb la categoria d'ètnic o de minoria (...). Es veu la cultura com una entitat que és altament abstreta de la vida quotidiana i, per tant, representa la il·lusió que existeix un esperit de la gent. Aquesta formulació condueix a l'homogeneïtzació de la identitat cultural i a l'atribució de valors i inclinacions particulars sobre grups culturals minoritaris. Bhandar considera que això és una trampa ontològica que impedeix la percepció de la cultura com una cosa material inclosa en les pràctiques del dia a dia, ubicada en l'espaitemps i no basada en projeccions abstractes del que constitueix una tradició particular o una cultura.
En algunes societats, la islamofòbia s'ha materialitzat amb la interpretació de l'Islam i els musulmans com els altres, on l'exclusió i la discriminació tenen lloc partint de la base en què la religió i civilització són deferents a la identitat i tradició nacional. Aquest sentiment, segons Malcolm Brown i Robert Miles, interactua significativament amb el racisme, tot i que la islamofòbia no es considera racisme en si mateixa.

### Por
En lloc de ser una fòbia psicològica o individual, d'acord amb els professors de religió Peter Gottschalk i Gabriel Greenberg, la islamofòbia connota una ansietat social vers l'Islam i els musulmans. Alguns científics socials han adoptat aquesta definició per a mesurar la islamofòbia en forma d'actituds temoroses i de rebuig a l'Islam i els musulmans, argumentant que la islamofòbia s'hauria d'entendre essencialment com una part afectiva de l'estigma social existent vers a l'Islam i els musulmans.

### Rebuig del multiculturalisme
Segons Gabrielle Maranci, l'increment de la islamofòbia a occident és deguda a una creixent decepció i rebuig al concepte de multiculturalisme. L'islam és considerat sovint com la cultura més resistent a Occident, que té valors democràtics d'origen judeocristià. Maranci argumenta que la islamofòbia és una fòbia al multiculturalisme i a l'efecte que l'islam podria tenir en Occident mitjançant processos interculturals.

### Comparació amb l'antisemitisme
Cora Alexa Døving, científica del Centre Noruega d'Estudis de l'Holocaust i Minories Religioses, defensa que hi ha certes similituds entre el discurs islamòfob europeu i l'antisemitisme prenazi. Això inclou la por imaginària al creixement i domini per part de la minoria, les amenaces als costums i tradicions propis, l'escepticisme vers la integració, la por als delictes sexuals, així com altres pors basades en la suposada inferioritat cultural o en l'hostilitat vers els valors moderns de la Il·lustració. En canvi Matti Bunzl argumenta que hi ha fortes diferències entre la islamofòbia i l'antisemitisme. Mentre l'antisemitisme va ser un fenomen connectat als processos de construcció dels Estats-Nació europeus, veu la islamofòbia com una preocupació de la civilització occidental com un punt central. Per altra banda, Døving, sosté que, com a mínim a Noruega, el discurs islamòfòb té un clar component nacionalista. En resposta a Bunzl, la professora francesa d'història jueva Esther Benbassa, també estableix una clara connexió entre la moderna hostilitat vers els musulmans i l'antisemitisme històric. Tot i això, no està d'acord amb l'ús del terme islamofòbia, ja que, al seu parer, aporta un component racista.
La Directora del Media Responsibility Institute d'Erlangen, Sabine Schiffer, i la investigadora Constantin Wagner, les quals també defineixen la islamofòbia com a racista, destaquen les similituds diferències entre aquesta i l'antisemitisme: Senyalen que en totes dues hi apareix el concepte d'islamització/judeïtzació, així com la metàfora d'un estat dins d'un estat. A més, tots dos discursos fan servir instruments retòrics com a imperatius religiosos suposadament provats per fonts religioses, i teories de conspiració.
Les diferències entre la islamofòbia i l'antisemitisme consisteixen en la naturalesa de les amenaces percebudes a Occident. Els musulmans són percebuts com a inferiors i com a visible amenaça externa, mentre que d'altra banda, els jueus són percebuts com a omnipotents, i com una invisible amenaça interna. No obstant això, Schiffer i Wagner també destaquen que hi ha una creixent tendència a veure els musulmans com un grup privilegiat que constitueix una amenaça interna i que aquesta convergència entre els dos discursos fa que sigui més necessari analitzar aquests paral·lelismes. Schiffer i Wagner arriben a la conclusió que l'èxit en l'estudi de l'antisemitisme fou examinar la comunitat jueva i l'antisemitisme per separat, i que aquesta pràctica ha de ser transferida a altres formes de racisme, com la islamofòbia.
Edward Said considera la islamofòbia com una tendència dins de la tradició antisemítica d'Occident, esdevenint una re-consideració de l'Orientalisme tradicional. Altres autors argumenten que hi ha hagut una transició des d'un racisme antiàrab o antiasiàtic vers un racisme antimusulmà, mentre que d'altres destaquen una racialització de la religió.

## Crítiques a l'ús del terme
Tant el concepte com l'ús de la paraula islamofòbia han estat qüestionats. Ed Husain, cofundador del think tank Quilliam, diu que sota la pressió de l'islamisme radical, «la islamofòbia ha esdevingut un fenomen acceptat, però que tret d'alguns casos aïllats relacionats amb el British National Party, la majoria de musulmans del Regne Unit no nota la islamofòbia en el seu dia a dia».
Salman Rushdie i Christopher Hitchens també han criticat l'ús del terme, dient que es fa servir per establir que hi ha un prejudici amagat en qualsevol crítica que es faci a l'islam.
Alguns crítics amb el terme defensen que aquest crea un estereotip on qualsevol crítica a la societat musulmana es veu polaritzada, i per això el terme perd gran part del seu valor analític. Pascal Bruckner diu que el terme és una bona invenció que aconsegueix que no es pugui criticar l'Islam sense ser acusat de racista.
Altres crítics sostenen que el terme barreja el concepte de crítica al totalitarisme islamista amb l'odi als musulmans. En reacció a la polèmica sobre les caricatures de Mahoma publicades a la revista danesa Jyllands-Posten, un grup de 12 escriptors, incloent-hi Salman Rushdie, van signar un manifest titulat Together facing the new totalitarianism que es va publicar al francès Charlie Hebdo, contra l'ús del terme islamofòbia com a eina per a prevenir la crítica al totalitarisme islàmic.
El gener del 2015, el primer ministre francès Manuel Valls va dir, després de l'atemptat contra Charlie Hebdo: "És molt important deixar clar que l'islam no té res a veure amb l'ISIS. Hi ha un prejudici social respecte a aquest fet però, d'altra banda, rebutjo fer servir el terme islamofòbia, ja que els que el fan servir intenten invalidar qualsevol crítica a la ideologia islamista. La paraula es fa servir per silenciar a la gent."